# 清水文人
清水 文人（しみず ふみと、1931年（昭和6年）11月25日 - 1997年（平成9年）6月1日）は、日本の書籍編集者、実業家。

## 経歴
長野県南佐久郡佐久町（現佐久穂町）出身。明治大学大学院（商学研究科）修了、1956年に双葉社に入社。『世界の秘境』編集部などをへて、1965年「漫画ストーリー」の編集長に就任。
1967年、青年コミック誌のさきがけとして「週刊漫画アクション」を創刊。「漫画で文学をやる」として新機軸を打ち出し、初代編集長として「ルパン三世」、「子連れ狼」、「じゃりン子チエ」などのヒット作を生みだす。ルパン三世において石川五右衛門を登場させ、女性の細かい描き方を指示するなど、キャラクター設営にまで及んだ細かい指示出し等により、多くの劇画・漫画家を育てたとされる。
1974年、取締役編集局長に就任。1976年、常務取締役に就任。1979年、社長に就任。1990年に退社。
クワガタの収集家としても著名で、退職後の1995年に郷里の長野県に「諏訪クワガタ昆虫館」を開設し、館長に就任した。
吉本浩二のノンフィクション漫画『漫画ルーザーズ〜日本初の週刊青年漫画誌の誕生〜』は、清水の編集者人生を描いている。